# Saak Karapietian
Saak Albiertowicz Karapietian (ur. 28 marca 1960, zm. 3 października 2018) – rosyjski urzędnik, zastępca prokuratora generalnego Federacji Rosyjskiej w latach 2016–2018.

## Życiorys
Pochodził z okolic Rostowa nad Donem. Ukończył studia na Uniwersytecie Państwowym w Rostowie. W latach 1983–1996 zatrudniony był na różnych stanowiskach w Prokuraturze Okręgowej w Rostowie. W latach 1996–2000 piastował mandat deputowanego do Dumy Państwowej. Następnie był między innymi szefem Biura Prawnego Biura Prokuratora Generalnego Federacji Rosyjskiej w Moskwie oraz starszym asystentem Prokuratora Generalnego Federacji Rosyjskiej w randze szef wydziału. W latach 2004–2006 piastował funkcję szefa Departamentu Działań Ustawodawczych Ministerstwa Sprawiedliwości Federacji Rosyjskiej oraz dyrektora Departamentu Prawa Międzynarodowego i Współpracy Ministerstwa Sprawiedliwości Federacji Rosyjskiej. W latach 2006–2016 był kierownikiem Głównej Dyrekcji ds. Międzynarodowej Współpracy Prawnej Prokuratura Generalna Federacji Rosyjskiej. W tym czasie Karapietian przekazywał przedstawicielom strony polskiej między innymi kopie akt śledztwa w sprawie zbrodni katyńskiej, które w latach 1990–2004 prowadziła Główna Prokuratura Wojskowa, ZSRR, a następnie Federacji Rosyjskiej, oraz część tomów zawierających akta rosyjskiego śledztwa w sprawie katastrofy polskiego rządowego Tu-154 pod Smoleńskiem w 2010.
Od 2016 do śmierci był zastępcą Prokuratora Generalnego Federacji Rosyjskiej. W ostatnim okresie życia zajmował się między innymi sprawą otrucia w Wielkiej Brytanii, byłego oficera rosyjskiego wywiadu wojskowego Siergieja Skripala i jego córki Juli w marcu 2018. Saak Karapietian zginął 3 października 2018 wraz z trzema innymi osobami w wyniku katastrofy prywatnego śmigłowca w obwodzie kostromskim.